# Скрински пролом
Скринският пролом е живописен пролом на река Струма (5-и по ред по течението ѝ) в Западна България, между Поглед планина (южната част на Конявска планина) на североизток, и Руенска планина (северната част на планината Влахина) на югозапад в Община Невестино и Община Бобошево, област Кюстендил. Свързва най-югоизточната част на Кюстендилската котловина на северозапад с най-северозападната част на Бобошевското поле (Долна Дупнишка котловина) на югоизток.

## Географско описание
Проломът е с епигенетичен произход и е с дължина около 24 km (най-дългия от всичките 11 пролома на Струма), а надморската му височина е около 410 m. Образуван е по дължината на Струмската разломна зона и е всечен дълбоко в мезозойски пясъчници, варовици и доломити (в района на село Скрино до 650 m).
Започва източно от село Четирци, при устието на река Елешница, на 736 m н.в. и се насочва на югоизток. С множество завои и меандри след около 17 km в района на село Скрино е най-живописен, а надморската му височина е около 410 m. След още около 7 km в северната част на град Бобошево излиза от пролома на 384 m н.в. и навлиза в Бобошевското поле (Долна Дупнишка котловина).
По неговото протежение, ниско долу са разположени селата Пастух (в малко долинно разширение) и Доброво, а високо горе по долинните му склонове – селата Скрино (на десния, югозападен долинен склон) и Вуково (на левия, североизточен долинен склон).

## Туризъм
Южно от пролома са разположени два православни манастира, създадени още през Средновековието: Руенският манастир, югозападно от село Скрино и Бобошевския манастир, северозападно от град Бобошево. Бреговете на реката в района на пролома са приятно място за отдих и туризъм, а водите ѝ привличат множество рибари.
През пролома преминава една от главните въздушни магистрали за миграция на прелетните птици от Европа към Африка – Виа Аристотелис.

## Транспорт
През пролома, по целия десен (югозападен) долинен склон преминава участък от 24,1 km от третокласния Републикански път III-104 Слатино – Бобошево – Четирци (от km 4 до km 28,1), по който пътуването е особено приятно и спокойно.

## Топографска карта
- Лист от карта K-34-70. Мащаб: 1 : 100 000.